# Tika Sumpter
Tika Sumpter (Queens, 20 juni 1980) is een Amerikaans actrice en fotomodel.

## Carrière
Sumpter haar carrière in 2004 als presentator van The N. Ze kreeg een jaar later een rol in de soapserie One Life to Live. In 2010 maakte ze haar filmdebuut met een rol in de musicaldrama Stomp the Yard: Homecoming. Sumpter had ook enkele terugkerende rollen in de televisieseries Gossip Girl en The Game. In 2018 speelde ze in de film The Old Man & the Gun.

## Filmografie
Een selectie van enkele rollen in films en series.

### Films
| Jaar | Titel                      | Rol                  |
| ---- | -------------------------- | -------------------- |
| 2010 | Stomp the Yard: Homecoming | Nikki                |
| 2011 | What's Your Number?        | Jamie                |
| 2013 | A Madea Christmas          | Lacey                |
| 2014 | Ride Along                 | Angela Payton        |
| 2014 | My Man Is a Loser          | Clarissa             |
| 2014 | Get on Up                  | Yvonne Fair          |
| 2016 | Ride Along 2               | Angela Payton-Barber |
| 2016 | Southside With You         | Michelle Obama       |
| 2018 | The Old Man & the Gun      | Maureen              |
| 2019 | An Acceptable Loss         | Elizabeth Lamm       |
| 2020 | Sonic the Hedgehog         | Maddie Wachowski     |
| 2022 | Sonic the Hedgehog 2       | Maddie Wachowski     |
| 2024 | Sonic the Hedgehog 3       | Maddie Wachowski     |

### Televisieseries
| Jaar      | Titel            | Rol              | Opmerking        |
| --------- | ---------------- | ---------------- | ---------------- |
| 2005-2011 | One Life to Live | Layla Williamson | 234 afleveringen |
| 2011      | Gossip Girl      | Raina Thorpe     | 11 afleveringen  |
| 2011-2012 | The Game         | Jenna Rice       | 10 afleveringen  |
| 2019-2021 | Mixed-ish        | Alicia Johnson   | terugkerende rol |